# Kamenice nad Lipou
Kamenice nad Lipou (německy Kamnitz an der Linde) je město v okrese Pelhřimov. Nachází se na Českomoravské vrchovině při řece Kamenici, na trase úzkokolejné tratě Obrataň – Jindřichův Hradec. Historické jádro města je městskou památkovou zónou. Žije zde přibližně 3 700 obyvatel.

## Název města
V letech 1267 až 1268 bylo město uváděno jako civitate in Camenitz, dále bylo město uváděno jako: Kamenice u lipky (1541), České Kamenice (1652), Hražené Kamenice (1694). Podle Johanna Gottfrieda Sommera a Antonína Profouse má město přídomek „nad Lipou“ podle ohromné lípy.  V německy psaných dokumentech je někdy používán název Kamenitz an der Linde.

## Historie

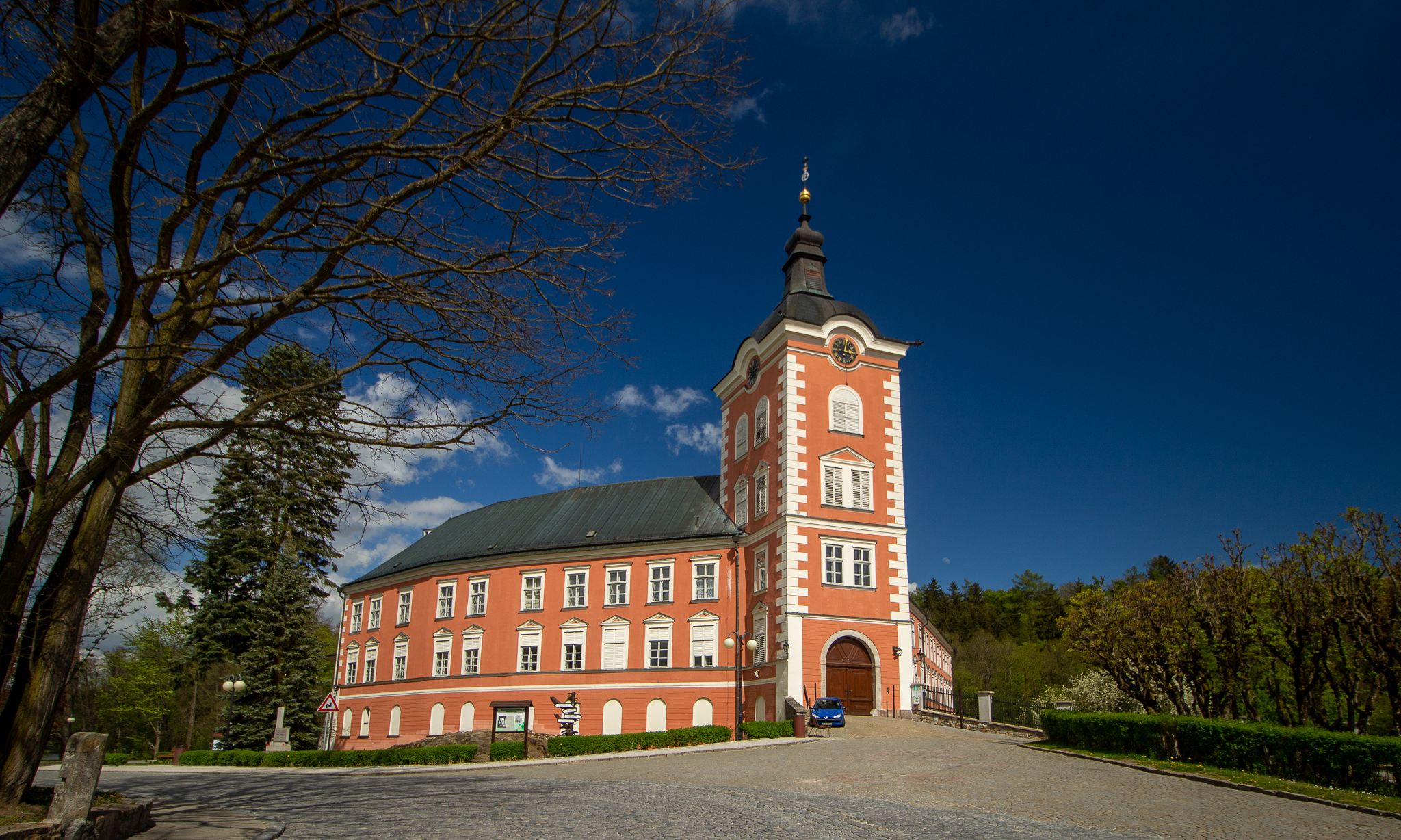
Kamenický zámek

Předpokládaný vznik města jako osady při hradu je kladen na počátek 13. století. Roku 1248 zřejmě došlo k zasazení památné lípy, ale první písemné doklady o městě, které jej dokládají jako město poddanské, jsou až z roku 1267. Prvními doloženými majiteli kamenického panství pak byli příslušníci rodu Benešoviců (1312–1389), z nich vynikl Dobeš z Bechyně, věrný straník královny Elišky a rádce jejího syna krále Karla IV., který postavil na vrchu Bradlo kapli sv. Máří Magdaleny a zřídil při ní poustevnu. Posledním členem rodu Benešovců a majitelem panství byl Zbyněk, synovec jihočeského myslitele Tomáše ze Štítného. Roku 1397 začal na Kamenicku působit Jan Sezima z Ústí, který na přímluvu své manželky Anny z Mochova, ctitelky kalicha, poskytl útulek na svém Kozím hrádku Janu Husovi. Posléze se stal majitelem panství umírněný utrakvista Menhart II. z Hradce, který jej hájil proti radikálním husitům: v bitvě u Kamenice 31. října 1425 byl poražen oddíly spojeného táboritsko-sirotčího husitského svazu pod velením Bohuslava VI. ze Švamberka. Po skončení husitských válek král Zikmund Lucemburský zapsal kamenické panství Janu mladšímu z Ústí. 
Mezi roky 1452(?) až 1466 byla Kamenice ve vlastnictví Jindřicha ze Stráže, nejvyššího hofmistra království Českého (od roku 1458). Kameničtí občané tehdy získali práva, v jejichž celku jsou pravděpodobně obsažena také starší práva táborská (1462). Kamenici získal Jindřich pravděpodobně jako dědictví po svém příbuzném Janovi z Ústí a na Kamenici, jejich příbuzenský vztah je ale nejasný. Jindřich sám hovoří o Janu Ústském jako o svém strýci (tento výraz ovšem nelze chápat v dnešním slova smyslu). Mezi roky 1476–1497 pak šlo o vládu Jana ze Šelmberka, nejvyššího kancléře Českého království, a kameničtí občané opět získali řadu výsad a práv. Poté byla Kamenice prodána Leskovcům, kteří zde pobývali až do roku 1545, kdy se po dědických sporech a rozdělení panství stali pány města na 76 let Malovcové. Jan Malovec přestavěl v letech 1580–1583 dosavadní hrad na renesanční zámek.
V období stavovského povstání se díky sňatku s Annou Magdalenou Malovcovou stal majitelem panství Zikmund Matěj Vencelík z Vrchovišť, hejtman Bechyňského kraje, který se zúčastnil stavovského povstání proti Ferdinandovi II. Štýrskému. Proto mu byl roku 1622 veškerý majetek zabaven a panství o rok později koupil Jindřich Paradies z Escheide, původem Španěl. Sedmdesátiletá vláda Paradiesů byla vládou utlačovatelů, Kameničtí přišli téměř o všechny výsady a práva získaná od dřívějších majitelů a tím i o hlavní zdroje příjmů (např. vaření piva). Poslední z Paradiesů Martin de La Saga dosáhl dokonce vymazání těchto výsad ze zemských desek. Své spory s poddanými vyřešil prodejem Kamenice Hartigům. Kameničtí pokračovali v soudní při proti Esaiáši z Hartigů, kterou ukončilo vydání císařského patentu zvaného Pardon roku 1695, čímž jim mocnář odpustil a vrátil jejich práva.    
Roku 1740 se panství se ujala hraběnka Marie Terezie z Golčů, rozená Hartigová. V roce 1758 nechala malovat obraz pro hlavní oltář v kostele Všech svatých, dále roku 1759 provedla větší opravy zámku na jeho jižní straně a současně nechala zřídit kašnu před pivovarem. V roce 1765 byla na náměstí postavena socha sv. Václava a na vrchu Melíšku, kde se mezi lety 1720–1736 kopala stříbrná ruda, byla postavena křížová cesta.
Po pánech Vratislavu z Mitrovic a Ubellim pak koupil zámek jeho správce Jan Nádherný, zakladatel železodílen (hamrů). Za něj byla stavěna nová radnice. V roce 1805 prodal Jan Nádherný Kamenici hraběti Františku Sickingenovi, který ji o rok později prodal měšťanu Janu Rilkemu (příbuznému básníka R. M. Rilkeho), který ji držel až do roku 1811. Dalším významnějším majitelem byl hrabě Rey, který Kamenici získal roku 1821 a který postavil novou školu a vysázel břízy podél silnice směrem k Bradlu. Posledními majiteli města Kamenice byla rodina vídeňského bankéře Jana Jindřicha Geymüllera. Nová vrchnost dala přestavět zámek a o město se velmi dobře starala. Jan Jindřich Geymüller-Falkner (1781–1848) ji roku 1835 předal svému bratranci Jakubu Rudolfovi (1813–1896, otec Jakuba, Jan Jindřich Geymüller 1754–1824).
Z hlediska hospodářského vývoje je nutné uvést, že v roce 1839 byla v jednom z křídel zámku zřízena dílna na krumplování vlny, kde bylo zaměstnáno 200 až 230 dělníků, ale už roku 1842 dílna zanikla. V roce 1875 byla ve Včelničce založena Antonínem Rücklem (4. prosince 1840 Ostrov-Cyránov, okres Kutná Hora – 13. listopadu 1930 Nová Huť pod Nižborem) sklárna. Roku 1906 byla do provozu dána úzkokolejná trať vedoucí z Obrataně přes Kamenici nad Lipou do Jindřichova Hradce, která měla zajistit rozvoj kraje a spojení města se světem. Roku 1923 se zámku ujal Richard Rudolf Geymüller (1894–1965) a spravoval ho až do roku 1945, kdy mu byl majetek vyvlastněn. Po konfiskací kamenického zámku zde došlo v roce 1946 ke zřízení dětské ozdravovny. V roce 1960 byl zrušen okres Kamenice nad Lipou.

## Části města
Kamenice nad Lipou má osm části, které leží na dvou katastrálních územích (všechny kromě Pravíkova na k. ú. Kamenice nad Lipou):
- Kamenice nad Lipou
- Antonka
- Březí
- Gabrielka
- Johanka
- Nová Ves
- Pravíkov
- Vodná

Od 1. ledna 1974 do 23. listopadu 1990 k městu patřil i Rodinov, od 1. ledna 1974 do 31. prosince 1991 Lhota, od 1. července 1975 do 31. prosince 1991 Vlasenice a od 1. července 1980 do 23. listopadu 1990 také Včelnička.

## Školství
- Mateřská škola se speciálními třídami Kamenice nad Lipou
- Základní škola Kamenice nad Lipou
- Základní umělecká škola Kamenice nad Lipou

## Pamětihodnosti

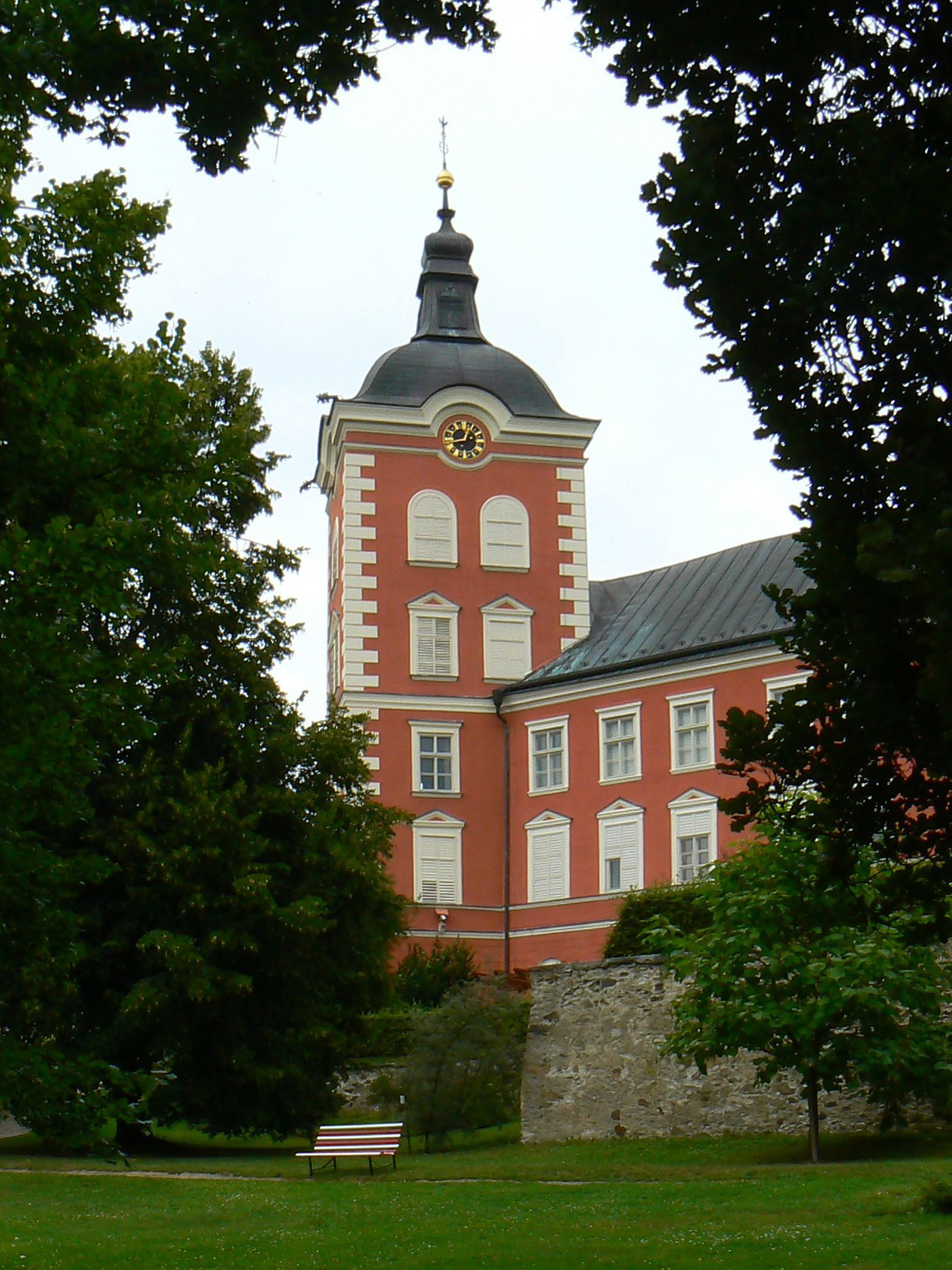
Lipovokamenický zámek

- Dominantou města je renesanční zámek přestavěný roku 1583 z původního hradu.[8] Je to jednopatrová budova obdélníkového půdorysu, jejíž jižní křídlo je dvoupatrové, zámecké nádvoří je lemováno otevřenými arkádami. Kolem zámku se nachází anglický park se starou lípou (viz Lípa v Kamenici nad Lipou), podle které město dostalo přídomek ke svému názvu. Její stáří je odhadováno na 800 let. V roce 1824 jí srazil korunu blesk. Zámek je od konce roku 1998 ve správě Uměleckoprůmyslového musea v Praze a od července 2004 je přístupný veřejnosti.[9] Od roku 2006 se na zámku koná v době letních prázdnin týdenní festival hraček z přírodního materiálu Hračkobraní.
- Na vrchu Bradlo při jižním okraji města je lesní hřbitov s kaplí sv. Máří Magdaleny zbudované roku 1348. Cesta k ní je lemována kamennou křížovou cestou z roku 1765, která sem byla v roce 1806 přesunuta z vrchu Kalvárie (nyní Melíšek). Kaple přestavována v letech 1554, 1595 a 1840. Od roku 1785, kdy byl zrušen nařízením císaře Josefa II. městský hřbitov u kostela, se stala kostelem hřbitovním. Pod ní byla baronem zbudována rodinná hrobka Geymüllerů – posledních vlastníků kamenického velkostatku. V roce 1937 byly v kapli objeveny nezřetelné fresky.
- Kostel Všech svatých pochází ze 13. století. Po stavbě věže roku 1707 zůstal hlavní vstup do kostela – raně gotický portál, pouze jako vstup z kostela do podvěží. Hlavní vstup je nyní ze severní strany. Výška kostelní věže dosahuje téměř 50 m (zdivo od základu pod římsy střechy 26,15 m, velká báň až pod kříž 20,75 m, samotný železný kříž 2,90 m). Kostel vyhořel v letech 1560, 1721, 1794, 1819. Roku 1848 byly vysázeny okolo kostela lípy. Nové zvony byly ulity u Laetitie Dytrychové v Brodku u Přerova a zavěšeny v roce 1977. Hodiny z roku 1940 jsou od firmy Heinz z Prahy. Obraz na hlavním oltáři pochází z roku 1862, je namalován podle obrazu od Josefa Kramolína, autorem obrazu je Bedřich  Kamarýt.[10]
- Křížová cesta vznikla roku 1765. Původně vedla na vrch Kalvárii (dnes Melíšek). Zhotovil ji kameník Martin Brož z Jindřichova Hradce na objednávku hraběnky Marie Terezie z Golčů. Po zrušení kaple (zbořena 1807) na Kalvárii byla křížová cesta roku 1806 přemístěna na vrch Bradlo. Rekonstruována byla v letech 1991–93.
- Socha svatého Václava z roku 1765 stála původně v dolní části náměstí ČSLA – zadala opět Marie Terezie z Golčů. Po renovaci (1822) byla socha přestěhována do horní části
- Židovský hřbitov z roku 1803 na vrchu Antonka (1049 m², dochováno přes 200 náhrobků, bronzová deska se jmény obětí holocaustu), 1500 m východně z náměstí.
- úzkokolejná železniční trať Jindřichův Hradec – Kamenice nad Lipou – Obrataň – turistická atrakce s letním provozem parního vlaku. Její rozchod je 760 mm.
- Budovy obchodní Masarykovy třídy od nádraží k náměstí

## Osobnosti
- František Jaroslav Vacek Kamenický (1806–1869), český kněz, spisovatel a básník (U panského dvora)
- Alois Epstein (1849–1918), český lékař židovské národnosti, pediatr světového významu
- Jakub Alois Jindra (1853–1908), buditel dobrovolného hasičstva a učitel
- Vítězslav Novák (1870–1947), český hudební skladatel
- Stanislav Provázek (1875–1915), šlechtic z Lanova, spoluobjevitel bacilu tyfu, pohřben v Kamenici nad Lipou
- Marie Galimberti, roz. Provázková (1880–1951), šlechtična z Lanova, malířka, pohřbena v Kamenici nad Lipou
- Jindřich Vacek (1889–1946), český hudebník a skladatel

## Zajímavosti
- Ve městě jsou dva pivovary: 
  - Pivovar Kamenice s.r.o. (2016)[11][12]
  - Pivovar Kokeš (2011)[13]
- Na náměstí Čsl. Armády se natáčel film Martin a červené sklíčko a v okolí města snímek Jízda.

## Fotogalerie

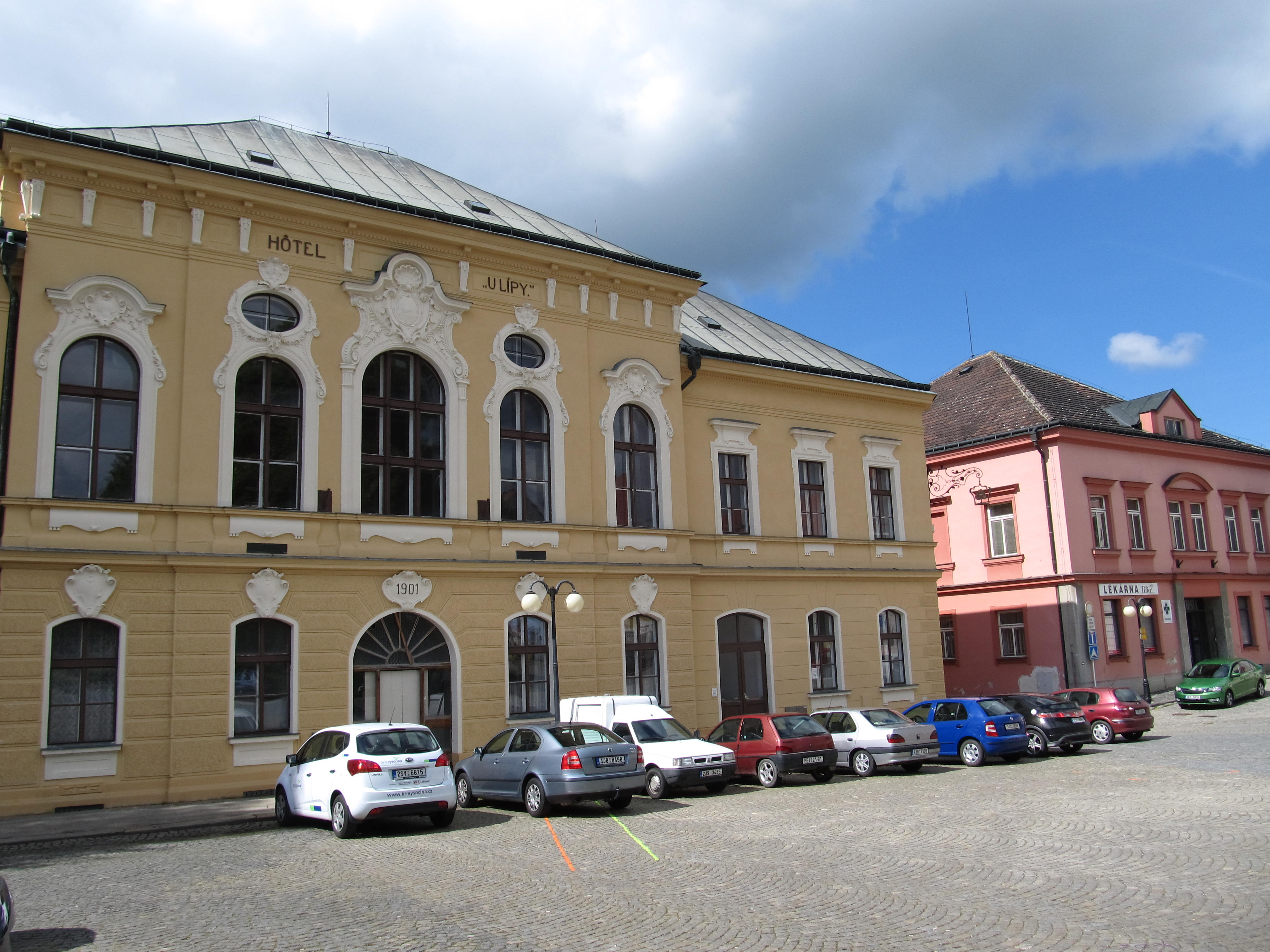
Hotel U Lípy na náměstí
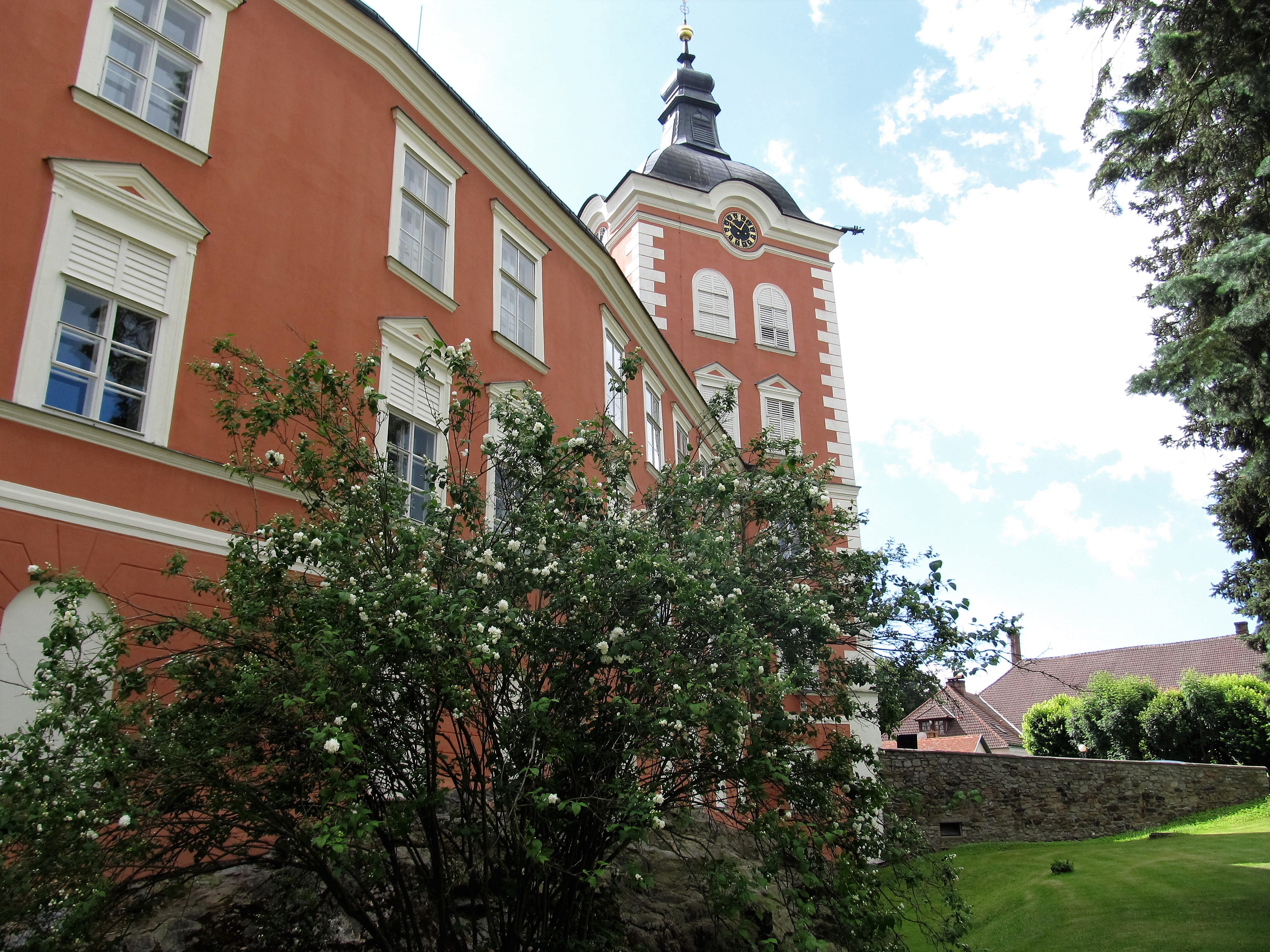
Kamenický zámek
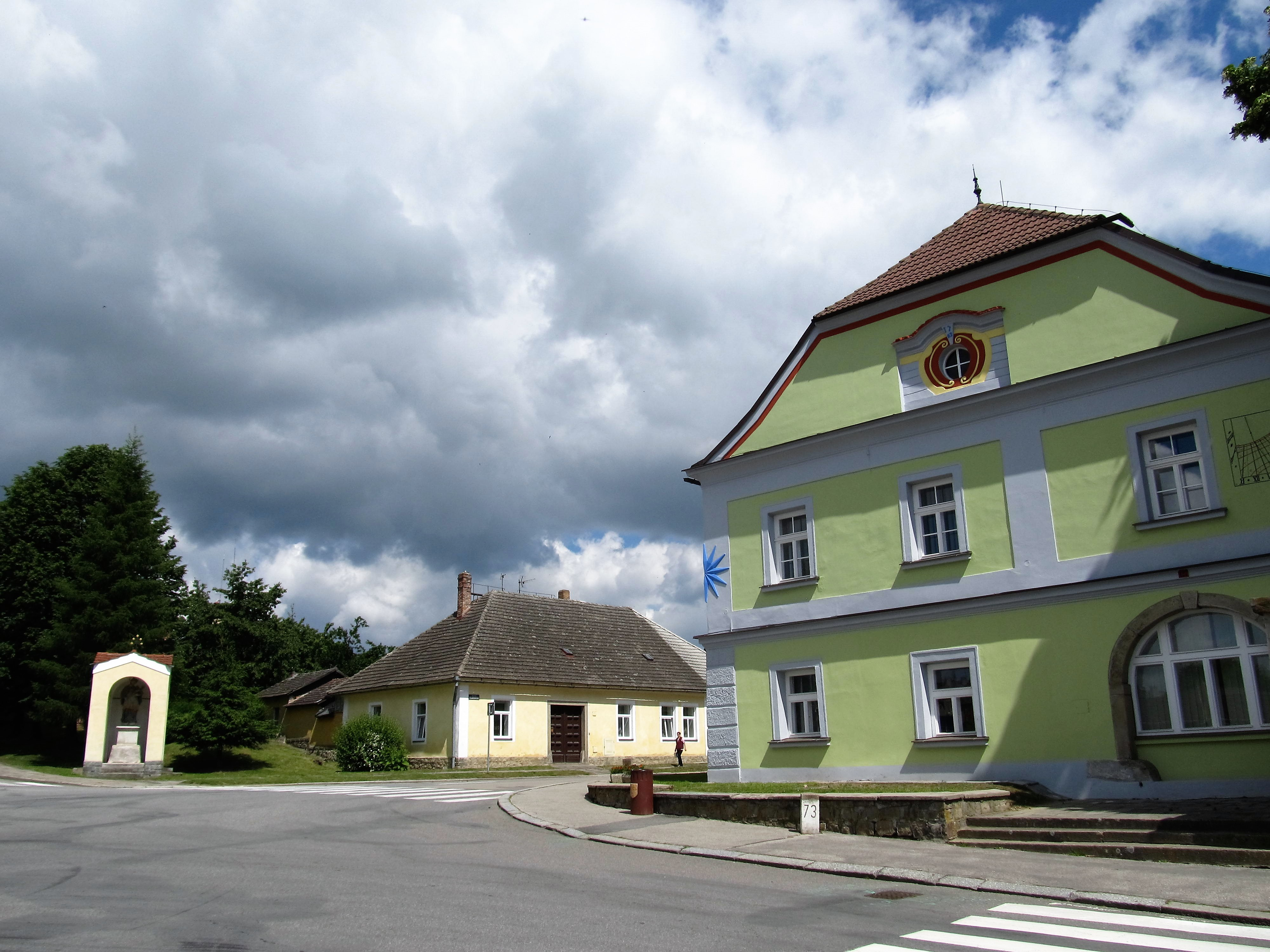
Základní umělecká škola a kaple sv. Jana Nepomuckého
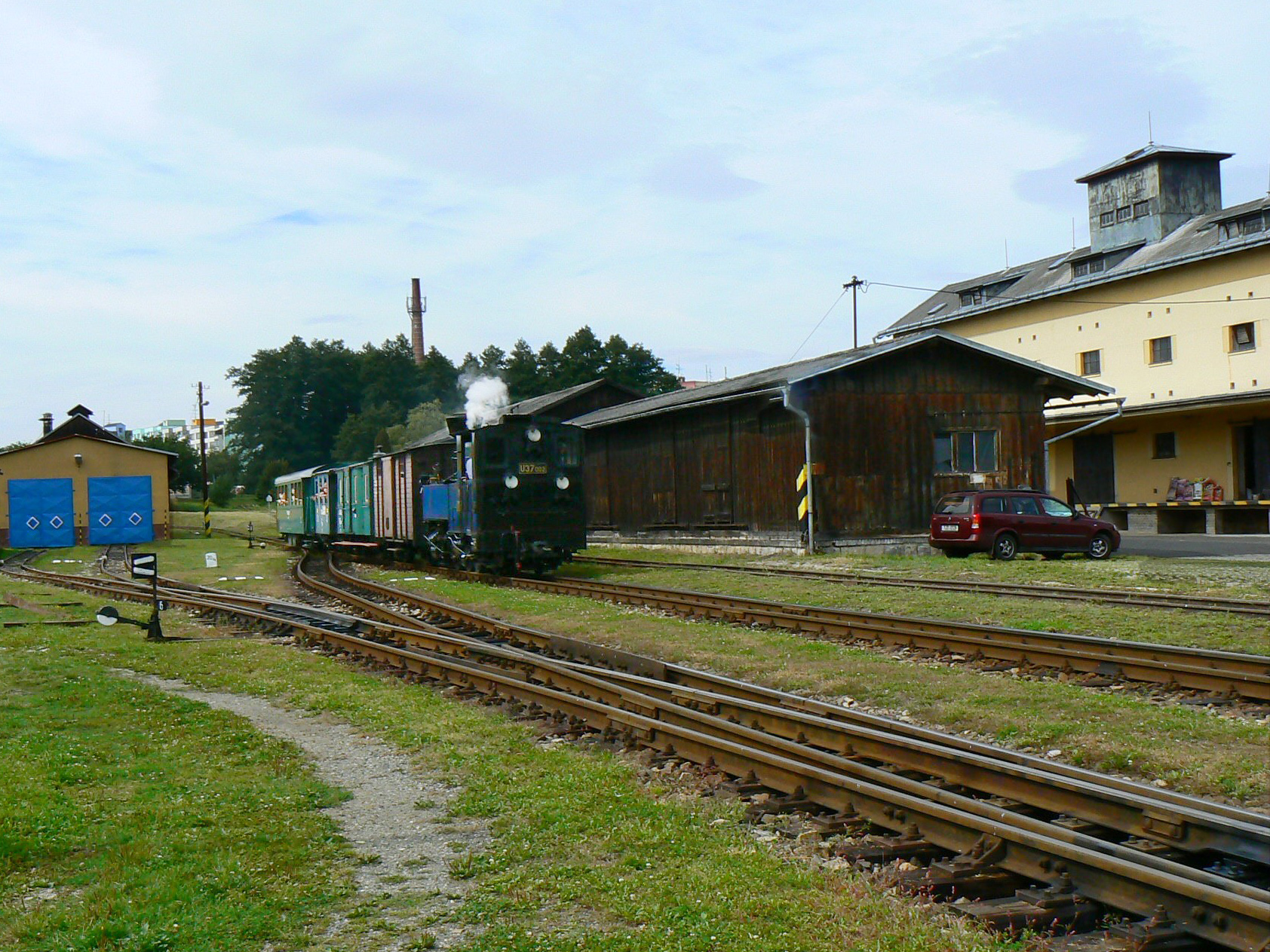
Parní vlak na kamenickém nádraží
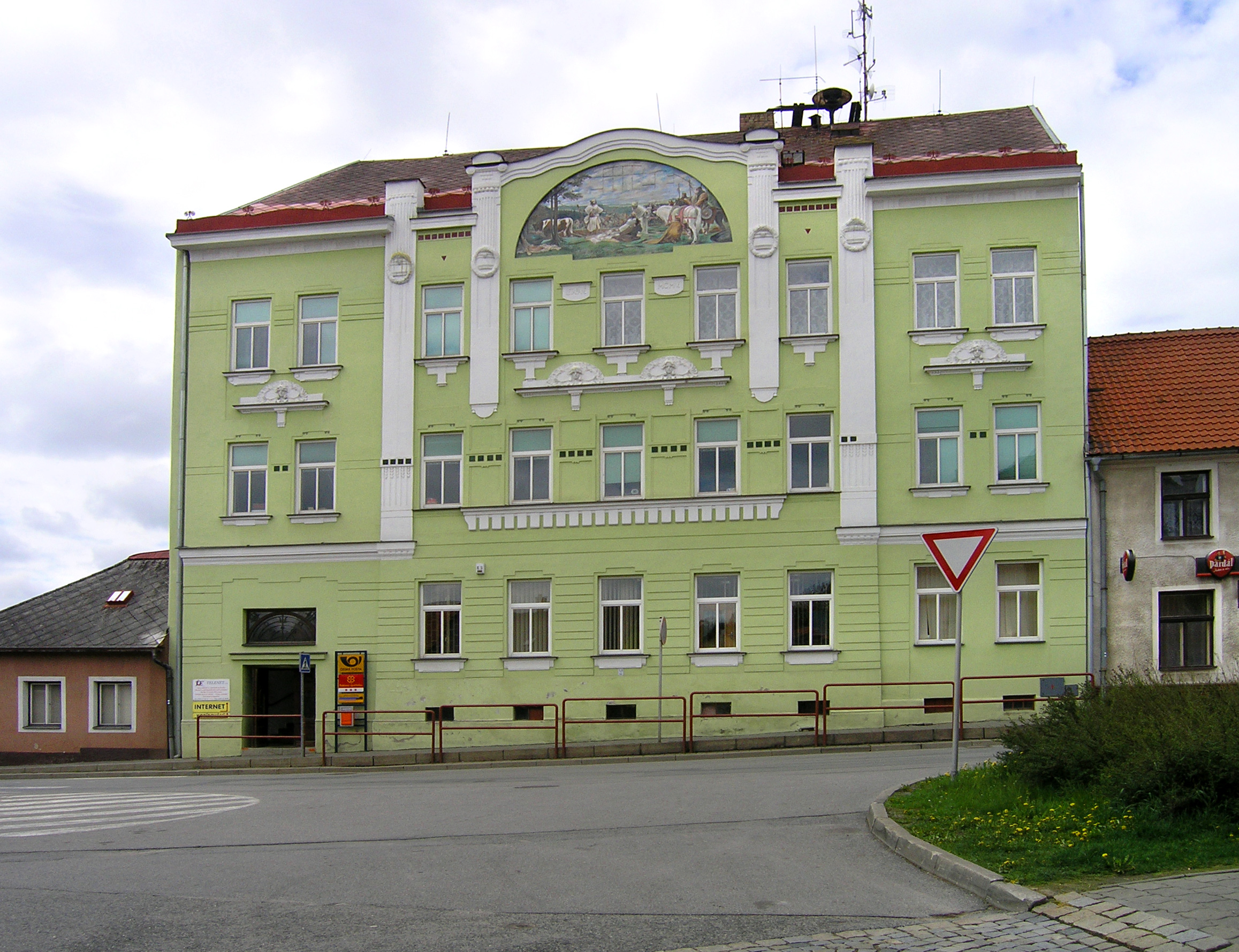
Budova bývalé pošty
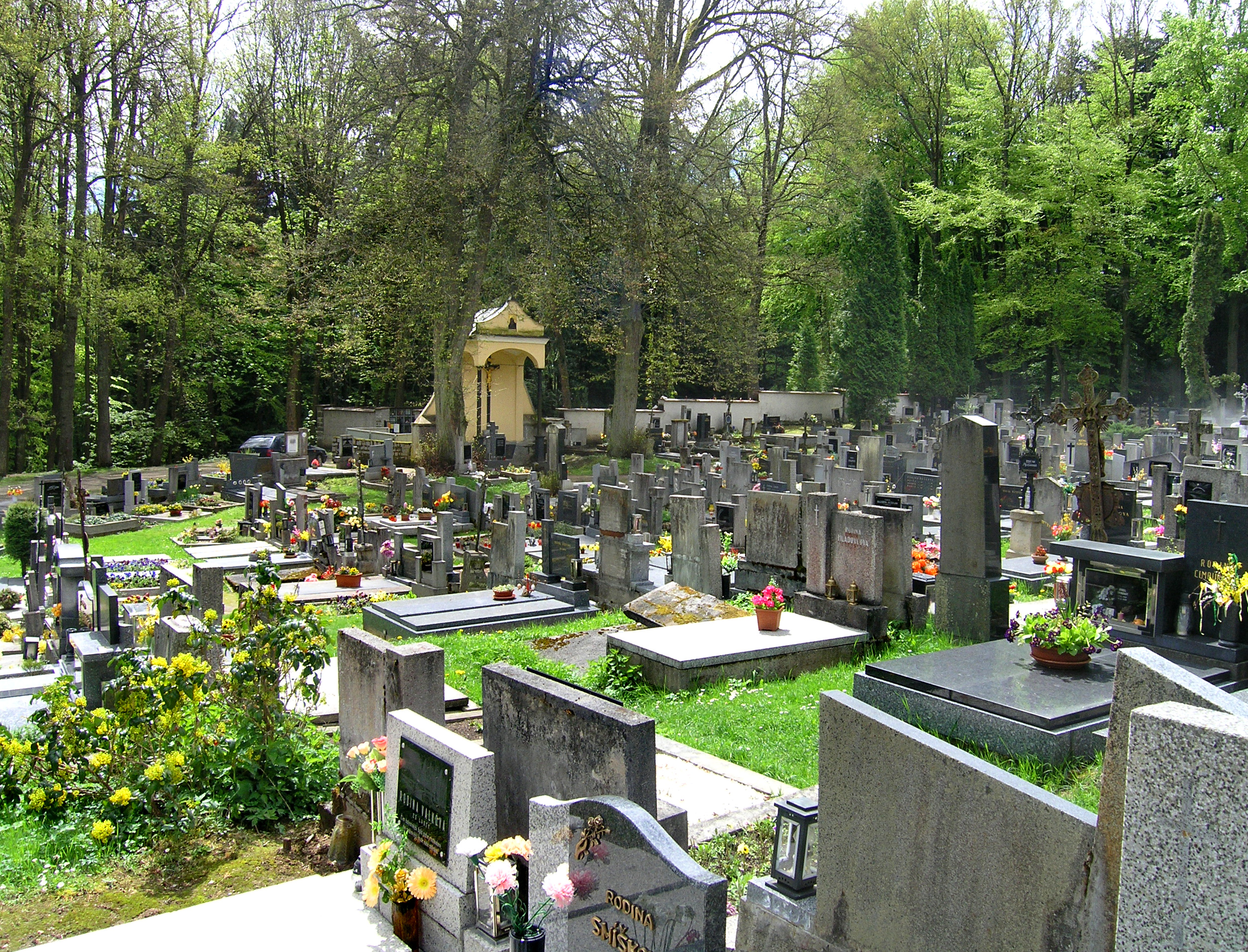
Lesní hřbitov na vrchu Bradlo
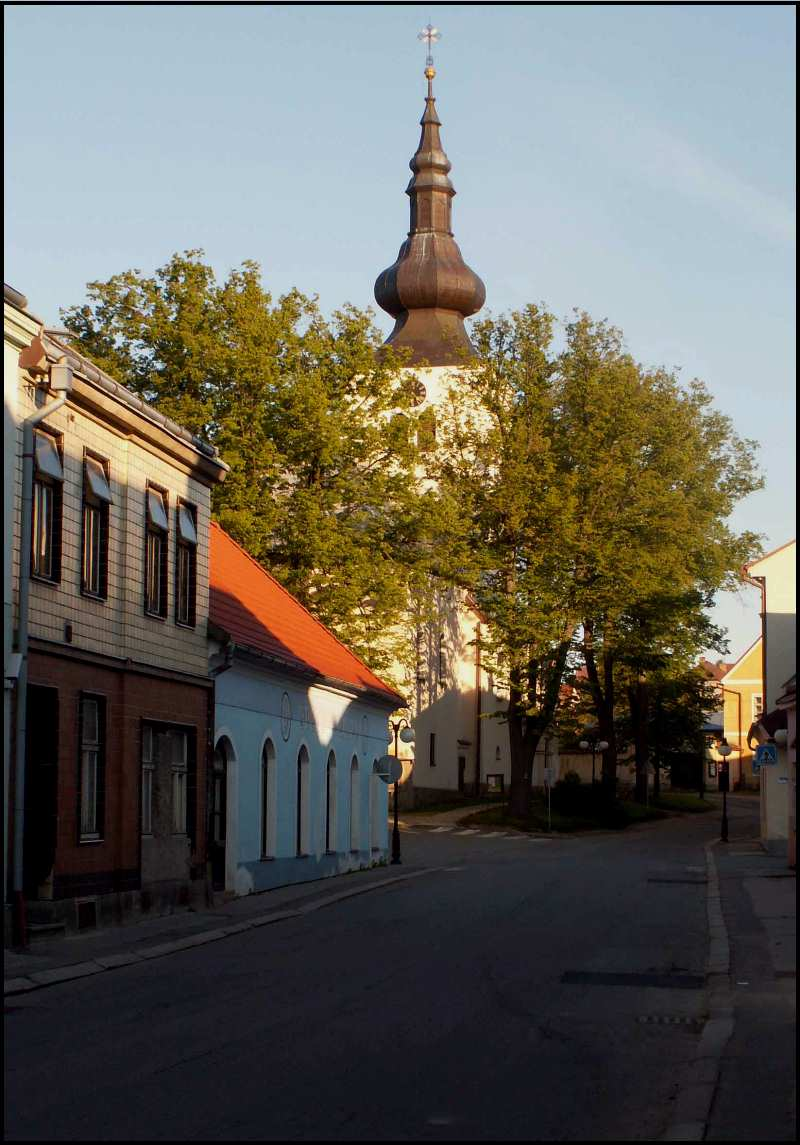
Kostel z Vackovy ulice
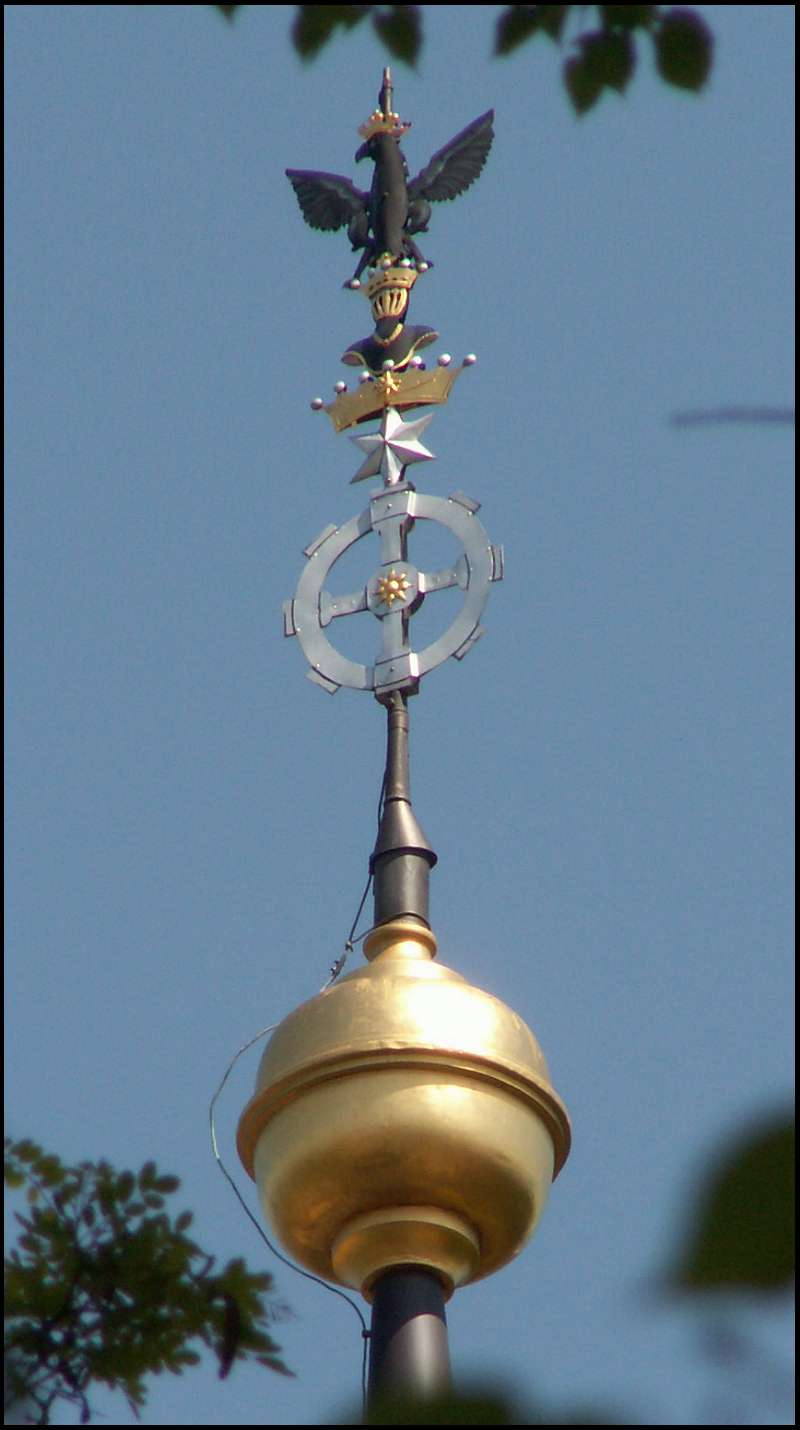
Makovice věže zámku s atributy erbu Geymüllerů
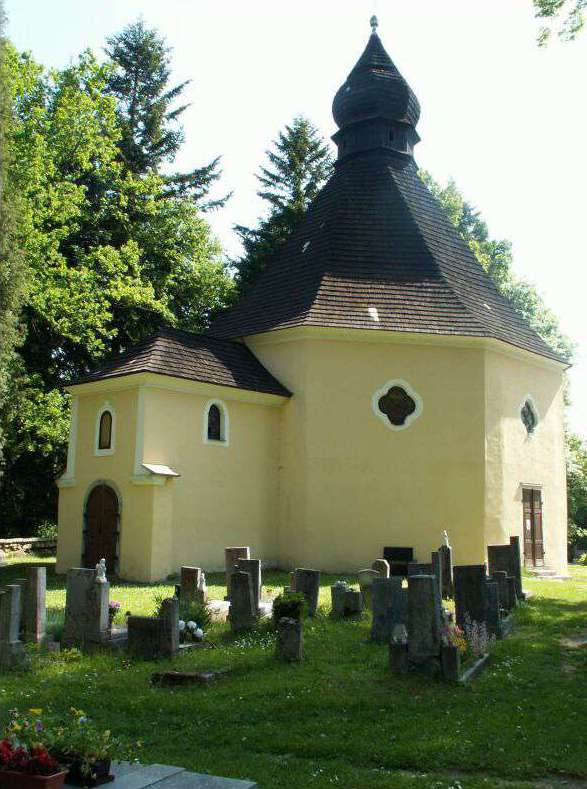
Kaple z roku 1348 na vrchu Bradlo
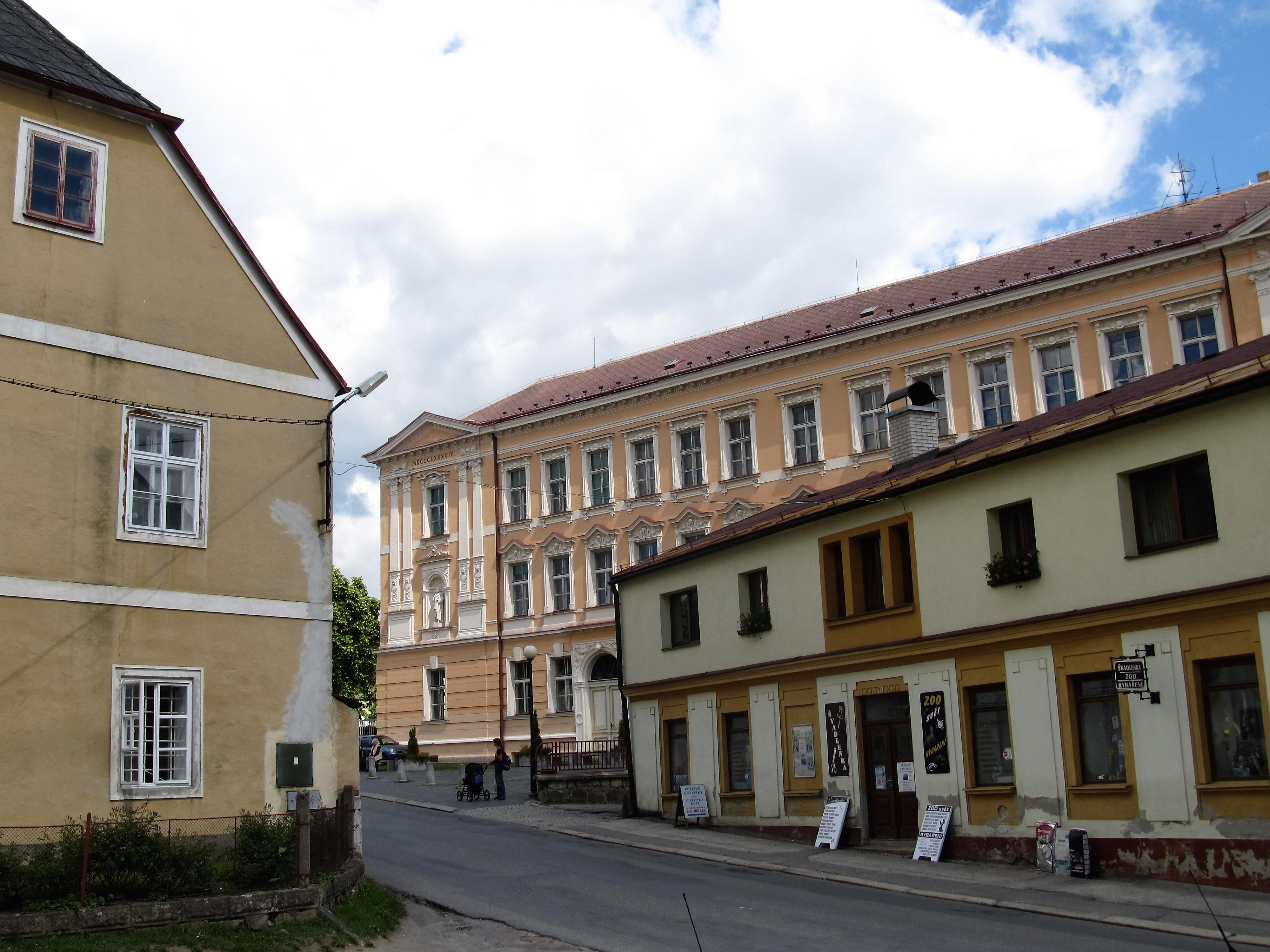
Husovo náměstí se základní školou
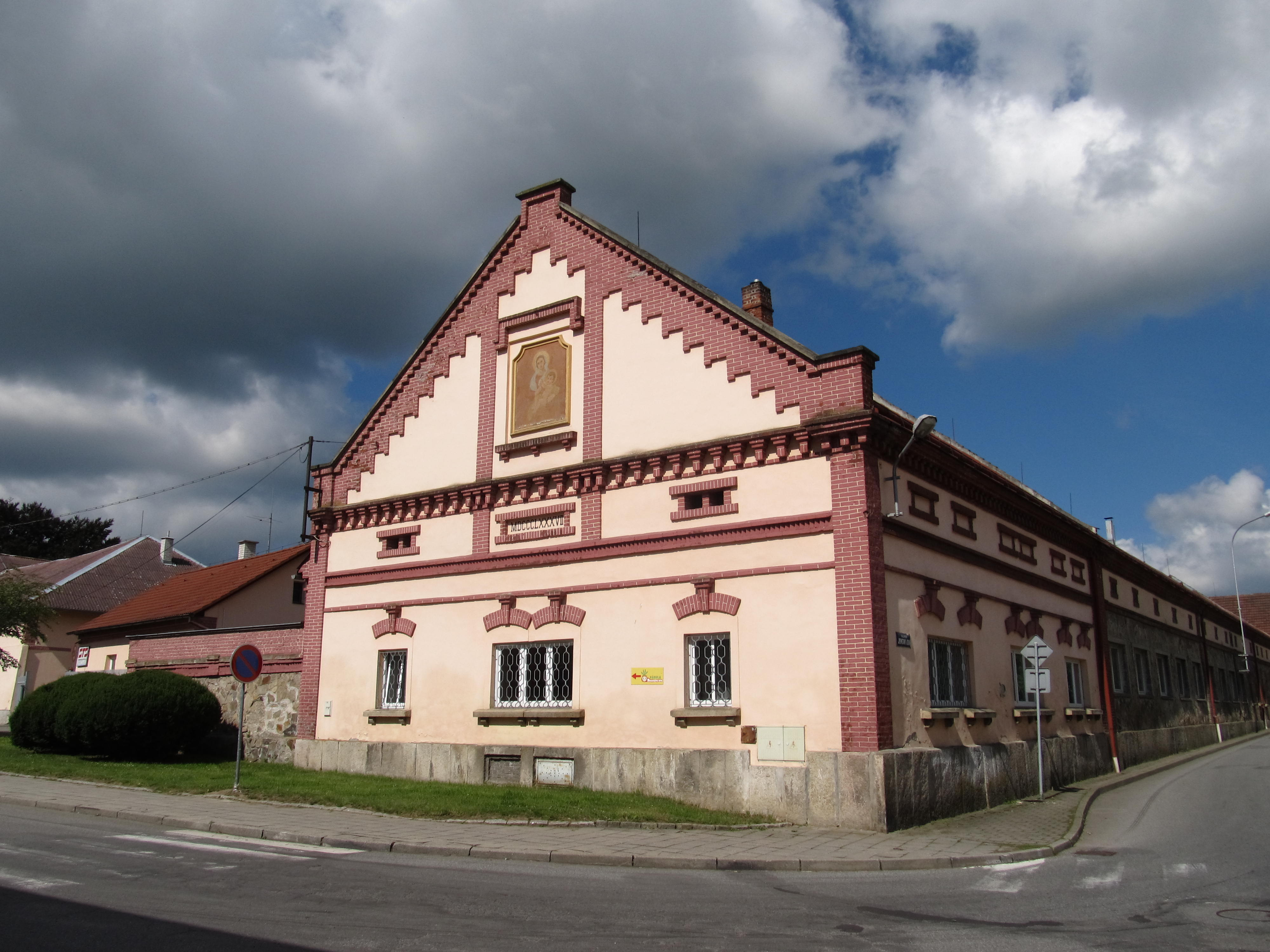
Bývalá jatka